# Hemaka
Hemaka est un fonctionnaire important pendant le long règne du pharaon égyptien Den de la Ire dynastie. Des recherches de datation au radiocarbone entreprises dans les années 1950 ont suggéré une date de vie d'Hemaka d'environ 3100 avant notre ère. L'un des titres d'Hemaka est celui de « Porteur de sceau du roi de Basse-Égypte », ce qui en faisait effectivement un chancelier et le second en importance après le roi.

## Sépulture

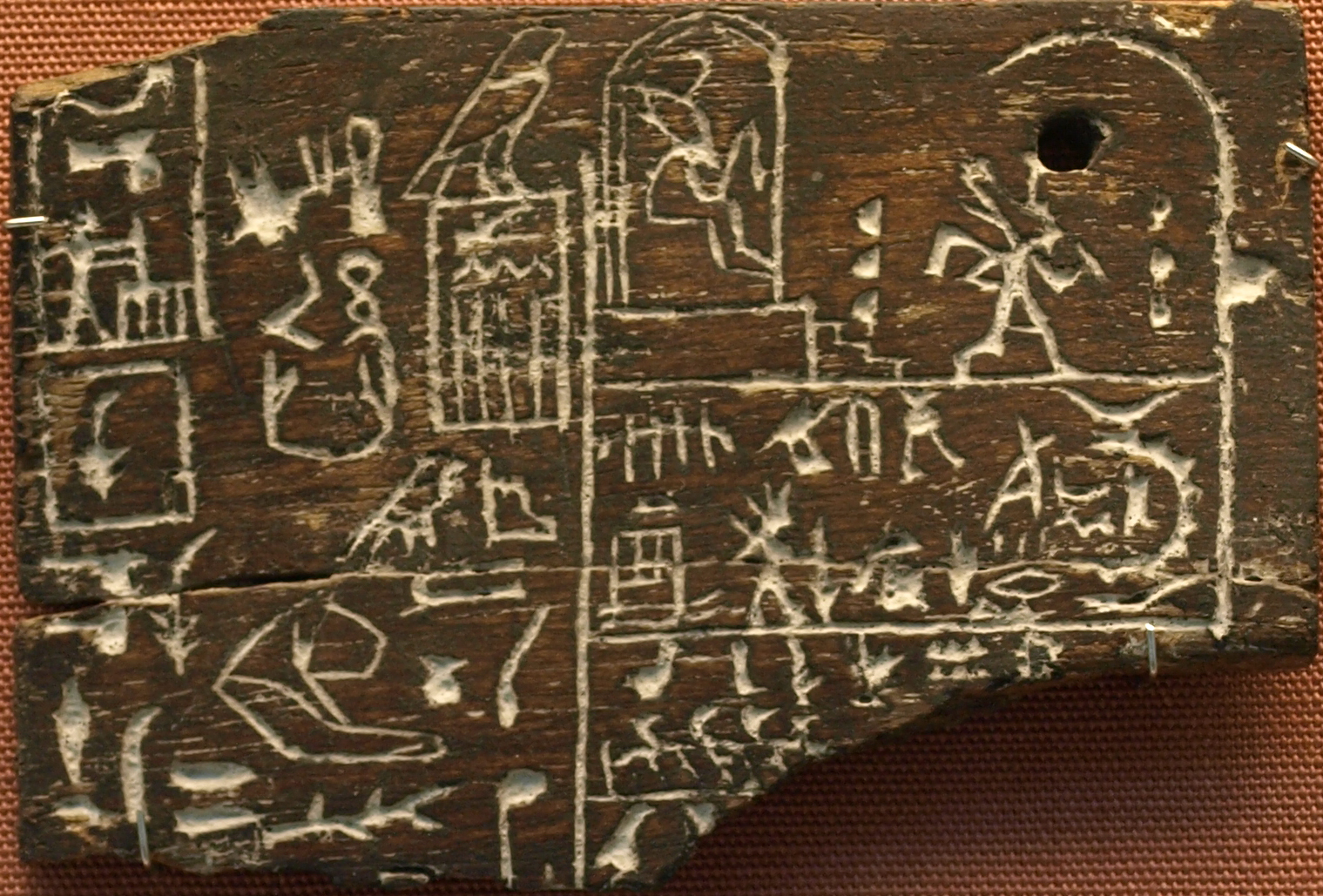
Le nom et le titre d'Hemaka sont mentionnés à gauche du nom du roi Den sur cette étiquette d'année provenant de la tombe de Den, à Oumm el-Qa'ab.

La tombe d'Hemaka est plus grande que celle du roi, et pendant des années, on a pensé à tort qu'elle appartenait à Den. Elle a été fouillée pour la première fois par Cecil Mallaby Firth en 1931 et les travaux se sont poursuivis sous la supervision de Walter Bryan Emery à partir de 1936,.
Cette tombe, située dans la partie nord de Saqqarah, contenait de nombreux objets funéraires de cette époque, dont de nombreux disques de jeu et une boîte circulaire en bois contenant le plus ancien morceau de papyrus encore existant,. La richesse des objets provenant de cette tombe ainsi que de celles d'autres fonctionnaires de cette époque est considérée comme reflétant la prospérité relative du règne de Den.
Comme le montrent les inscriptions sur les sceaux de poterie, Hemaka est également responsable de l'entretien de l'un des domaines royaux du roi Den, une ferme ou un vignoble à l'usage de la famille royale et, plus tard, pour soutenir le culte funéraire du roi. Il semble probable qu'il ait commencé à servir le roi à ce poste, puis qu'il ait gouverné d'autres domaines jusqu'à ce qu'il accède au poste de chancelier.